# Dolichopeza dorsoprojecta
Dolichopeza dorsoprojecta är en tvåvingeart som beskrevs av Alexander 1956. Dolichopeza dorsoprojecta ingår i släktet Dolichopeza och familjen storharkrankar. Inga underarter finns listade i Catalogue of Life.